# Velika nagrada Salona
Velika nagrada Salona (francosko Grand Prix du Salon) je bila avtomobilistična dirka, ki je med letoma 1926 in 1927 ter 1946 in 1949 potekala v francoskem mestu Salon. Najuspešnejši med dirkači je Raymond Sommer z dvema zmagama, med moštvi pa Talbot s tremi zmagami.

## Zmagovalci
| Leto | Zmagovalec            | Moštvo      | Dirkališče       | Poročilo |
| ---- | --------------------- | ----------- | ---------------- | -------- |
| 1949 | Raymond Sommer        | Talbot-Lago | Montlhéry        | Poročilo |
| 1948 | Louis Rosier          | Talbot      | Montlhéry        | Poročilo |
| 1947 | Yves Giraud Cabantous | Talbot      | Montlhéry        | Poročilo |
| 1946 | Raymond Sommer        | Maserati    | Bois de Boulange | Poročilo |
| 1927 | Michel Doré           | La Licorne  | Montlhéry        | Poročilo |
| 1926 | Albert Divo           | Talbot      | Montlhéry        | Poročilo |